# Crespos (Espanha)
Crespos é um município da Espanha na província de Ávila, comunidade autónoma de Castela e Leão, de área 32,00 km² com população de 646 habitantes (2004) e densidade populacional de 20,19 hab/km².

## Demografia
| Variação demográfica do município entre 1991 e 2004 | Variação demográfica do município entre 1991 e 2004 | Variação demográfica do município entre 1991 e 2004 | Variação demográfica do município entre 1991 e 2004 |
| --------------------------------------------------- | --------------------------------------------------- | --------------------------------------------------- | --------------------------------------------------- |
| 1991                                                | 1996                                                | 2001                                                | 2004                                                |
| 817                                                 | 779                                                 | 667                                                 | 646                                                 |